# IC 3817
IC 3817 ist eine Galaxie vom Hubble-Typ P im Sternbild Comae Berenices am Nordsternhimmel, die schätzungsweise 952 Millionen Lichtjahre von der Milchstraße entfernt ist.
Das Objekt wurde am 27. Januar 1904 von Max Wolf entdeckt.